# Institution sociale ou médico-sociale
Pour les articles homonymes, voir Institution.
 (décembre 2015).
Une institution sociale ou médico-sociale est, en France, une personne juridique à qui une ou plusieurs administrations publiques ont délivré une autorisation en vue d'exercer l'activité d'un établissement ou service social ou médico-social.
Depuis la loi n° 2002-2 du 2 janvier 2002 rénovant l'action sociale et médico-sociale, l'expression ne désigne plus l'établissement ou le service lui-même mais exclusivement son organisme gestionnaire.
Une institution sociale ou médico-sociale peut être :
- de droit privé : non lucrative (association, union d'associations, fondation, coopérative) ou lucrative (société commerciale) ;
- de droit public : centre communal ou intercommunal d'action sociale, établissement public personnalisé, collectivité territoriale, établissement public de coopération intercommunale.